# Соколяни (Польща)
Соколяни (пол. Sokolany) — село в Польщі, у гміні Сокулка Сокульського повіту Підляського воєводства.
Населення — 251 особа (2011).

## Демографія
Демографічна структура станом на 31 березня 2011 року:
|          | Загалом | Допрацездатний вік | Працездатний вік | Постпрацездатний вік |
| -------- | ------- | ------------------ | ---------------- | -------------------- |
| Чоловіки | 116     | 29                 | 70               | 17                   |
| Жінки    | 135     | 29                 | 63               | 43                   |
| Разом    | 251     | 58                 | 133              | 60                   |